# Clube Republicano
O Clube Republicano foi uma organização política brasileira fundada em 3 de Dezembro 1870 através do manifesto republicano. O clube foi fundado e presidido por Quintino Bocaiuva e Joaquim Saldanha Marinho em protesto contra a monarquia e seu centralismo, e propunha a instalação de uma república federativa, em um modelo inspirado nos Estados Unidos. Poucos meses após sua criação vários clubes semelhantes se espalharam pelo resto do país. O maior deles, o Clube Republicano Paulista, iria fundar o Partido Republicano Paulista. Seu primeiro presidente foi Christiano Otoni. Foi antecedido pelo Clube Radical, fundado em 1868.
O movimento publicou entre o ano de 1870 e 28 fevereiro 1874 o jornal periódico A Republica, que teve como colaboradores Quintino Bocayuva, Aristides Lobo, Salvador de Mendonça entre outros. 